# مجدآباد كهنه (مقاطعة فراهان)
مجدآباد كهنه (بالفارسية: مجدآباد کهنه) هي قرية تقع في مركزي في إيران. يقدر عدد سكانها بـ 538 نسمة .